# Masiphya biseriata
Masiphya biseriata là một loài ruồi trong họ Tachinidae.